# Campoplex collinus
Campoplex collinus là một loài tò vò trong họ Ichneumonidae.